# Єпархії Православної церкви України
Це список єпархій Православної церкви України. На перехідний період збережено єпархіальний устрій, який був станом на 15 грудня 2018 року, тобто тимчасово допускається існування територіально паралельних єпархій — колишніх УПЦ КП, УАПЦ і УПЦ (МП). Перехід парафій між єпархіями на одній території допускається лише за згоди обох єпархіальних архієреїв.

## Статут єпархій
На першому засіданні Священного синоду ПЦУ, що відбувся 5 лютого 2019 році у митрополичому будинку Собору святої Софії, було затверджено типовий статут єпархіальних управлінь ПЦУ.

## Список єпархій

### Офіційно зареєстровані
Перелік єпархій ПЦУ станом на 1 січня 2025 року:
| Назва єпархії                | Титул правлячого архієрея            | Архієрей              | Утворена в складі | Центр                 | Кафедральний собор                                                            | Сайт |
| ---------------------------- | ------------------------------------ | --------------------- | ----------------- | --------------------- | ----------------------------------------------------------------------------- | ---- |
| Білоцерківська               | Білоцерківський                      | митрополит Євстратій  | ПЦУ               | Біла Церква           | Спасо-Преображенський                                                         |      |
| Вишгородська                 | Вишгородський                        | архієпископ Агапіт    | ПЦУ               | Київ                  | …                                                                             |      |
| Вінницька                    | Вінницький і Брацлавський            | митрополит Роман      | УАПЦ              | Вінниця               | Ікони Божої Матері «Всіх скорботних радість»                                  |      |
| Вінницько-Барська            | Вінницький і Барський                | митрополит Симеон     | УПЦ (МП)          | Вінниця               | Спасо-Преображенський                                                         |      |
| Вінницько-Тульчинська        | Вінницький і Тульчинський            | митрополит Михаїл     | УПЦ КП            | Вінниця               | Нерукотворного образу Господа нашого Ісуса Христа                             |      |
| Волинська                    | Луцький і Волинський                 | митрополит Михаїл     | УПЦ КП            | Луцьк                 | Святої Трійці                                                                 |      |
| Володимир-Волинська          | Володимирський і Нововолинський      | архієпископ Матфей    | УПЦ КП            | Володимир             | Різдва Христового                                                             |      |
| Дніпропетровська             | Дніпровський і Січеславський         | митрополит Симеон     | УПЦ КП            | Дніпро                | Ікони Божої Матері «Несподівана Радість»                                      |      |
| Донецька                     | Донецький і Маріупольський           | митрополит Сергій     | УПЦ КП            | Маріуполь             | …                                                                             |      |
| Донецько-Слов'янська         | Донецький і Слов'янський             | єпископ Сава          | УАПЦ              | Слов'янськ            | Свято-Андріївський                                                            |      |
| Дрогобицько-Самбірська       | Дрогобицький і Самбірський           | архієпископ Яків      | УПЦ КП            | Дрогобич              | Стрітенський                                                                  |      |
| Житомирсько-Овруцька         | Житомирський і Овруцький             | єпископ Паїсій        | УПЦ КП            | Житомир               | Свято-Михайлівський Свято-Володимирський                                      |      |
| Житомирсько-Поліська         | Житомирський і Поліський             | архієпископ Володимир | УАПЦ              | Житомир               | Святої рівноапостольної Марії Магдалини                                       |      |
| Закарпатська                 | Ужгородський і Закарпатський         | єпископ Варсонофій    | УПЦ КП            | Мукачево              | Преподобного Амфілохія Почаївського (Ужгород)                                 |      |
| Запорізька                   | Запорізький і Мелітопольський        | єпископ Фотій         | УПЦ КП            | Запоріжжя             | Святої Трійці                                                                 |      |
| Івано-Франківська            | Галицький                            | митрополит Андрій     | УАПЦ              | Івано-Франківськ      | Свято-Покровський                                                             |      |
| Івано-Франківсько-Галицька   | Івано-Франківський і Галицький       | митрополит Іоасаф     | УПЦ КП            | Івано-Франківськ      | Свято-Троїцький                                                               |      |
| Кам'янець-Подільська         | Кам'янець-Подільський і Новоушицький | архієпископ Герман    | ПЦУ               | Кам'янець-Подільський | Св. апостола і євангеліста Іоана Богослова                                    |      |
| Київська                     | Київський і всієї України            | митрополит Епіфаній   | УПЦ КП            | Київ                  | Свято-Михайлівський                                                           |      |
| Коломийська                  | Коломийський і Косівський            | архієпископ Юліан     | УПЦ КП            | Коломия               | Преображення Господнього Св. апостола і євангеліста Іоана Богослова           |      |
| Кримська                     | Сімферопольський і Кримський         | митрополит Климент    | УПЦ КП            | Сімферополь           | …                                                                             |      |
| Кропивницька                 | Кропивницький і Голованівський       | архієпископ Марк      | УПЦ КП            | Кропивницький         | Свято-Успенський                                                              |      |
| Луганська                    | Луганський і Старобільський          | архієпископ Лаврентій | УПЦ КП            | Київ                  | Свято-Троїцький (Луганськ) Пророка Божого Іллі (Сіверськодонецьк)             |      |
| Львівська                    | Львівський                           | митрополит Макарій    | УАПЦ              | Львів                 | Успіння Богородиці                                                            |      |
| Львівсько-Сокальська         | Львівський і Сокальський             | митрополит Димитрій   | УПЦ КП            | Львів                 | Покрови Пресвятої Богородиці                                                  |      |
| Миколаївська                 | Миколаївський і Богоявленський       | митрополит Володимир  | УПЦ КП            | Миколаїв              | Касперівської ікони Божої матері                                              |      |
| Мукачівсько-Карпатська       | Мукачівський і Карпатський           | єпископ Віктор        | УАПЦ              | Ужгород               | Апостола Андрія Першозваного                                                  |      |
| Одеська                      | Одеський і Балтський                 | архієпископ Афанасій  | УПЦ КП            | Одеса                 | Різдва Христового                                                             |      |
| Переяславсько-Вишневська     | Переяславський і Вишневський         | митрополит Олександр  | ПЦУ               | Київ                  | Спасо-Преображенський                                                         |      |
| Полтавська                   | Полтавський і Кременчуцький          | митрополит Федір      | УПЦ КП            | Полтава               | Свято-Успенський                                                              |      |
| Рівненська                   | Рівненський і Острозький             | митрополит Іларіон    | УПЦ КП            | Рівне                 | Свято-Воскресенський Свято-Покровський                                        |      |
| Рівненсько-Волинська         | Рівненський і Сарненський            | єпископ Гавриїл       | УАПЦ              | Рівне                 | Вознесіння Господнього (Рівне) Почаївської ікони Пресвятої Богородиці (Сарни) |      |
| Сумська                      | Сумський і Охтирський                | архієпископ Мефодій   | УПЦ КП            | Суми                  | Свято-Воскресенський                                                          |      |
| Таврійська                   | Херсонський і Каховський             | єпископ Борис         | УАПЦ              | Херсон                | Свято-Михайлівський храм (сел. Лазурне) (тимч.)                               |      |
| Тернопільська                | Тернопільський і Кременецький        | митрополит Нестор     | УПЦ КП            | Тернопіль             | Святих рівноапостольних Костянтина і Олени                                    |      |
| Тернопільсько-Бучацька       | Тернопільський і Бучацький           | архієпископ Тихон     | УАПЦ              | Тернопіль             | Різдва Христового Воздвиження Чесного Христа Господнього                      |      |
| Тернопільсько-Теребовлянська | Тернопільський і Теребовлянський     | архієпископ Павло     | УПЦ КП            | Чортків               | …                                                                             |      |
| Ужгородсько-Хустська         | Ужгородський і Хустський             | єпископ Кирило        | УАПЦ              | Ужгород               | Собору дванадцяти апостолів                                                   |      |
| Харківська                   | Харківський і Слобожанський          | архієпископ Митрофан  | УПЦ КП            | Харків                | Святого апостола і євангеліста Іоана Богослова                                |      |
| Харківсько-Полтавська        | Харківський і Ізюмський              | архієпископ Афанасій  | УАПЦ              | Полтава               | Святого архістратига Михаїла                                                  |      |
| Херсонська                   | Херсонський і Таврійський            | єпископ Никодим       | УПЦ КП            | Херсон                | Стрітення Господнього                                                         |      |
| Хмельницька                  | Хмельницький і Шепетівський          | архієпископ Павло     | УПЦ КП            | Хмельницький          | Свято-Покровський Свято-Андріївський                                          |      |
| Черкаська                    | Черкаський і Чигиринський            | митрополит Іоан       | УПЦ КП            | Черкаси               | Свято-Троїцький                                                               |      |
| Чернівецько-Буковинська      | Чернівецький і Буковинський          | єпископ Феогност      | ПЦУ               | Чернівці              | Преподобної Параскеви Сербської                                               |      |
| Чернігівська                 | Чернігівський і Ніжинський           | єпископ Антоній       | УПЦ КП            | Чернігів              | Великомучениці Катерини                                                       |      |

### В стадії переходу з УАПЦ
Єпархії колишньої УАПЦ, що не були перереєстровані як єпархії ПЦУ:
- Дніпропетровсько-Запорізька
- Львівсько-Самбірська
- Черкаська і Кіровоградська

В УАПЦ також існувала Одесько-Чорноморська єпархія, проте вона не була офіційно зареєстрована в державних органах.

## Колишні єпархії
З 2019 по 2024 роки існували також Чернівецько-Кіцманська і Чернівецько-Хотинська єпархії ПЦУ, які 2 лютого 2024 року були об'єднані з Чернівецькою в одну Чернівецьку, яка в березні перейменована на Чернівецько-Буковинську.
У Церковному календарі ПЦУ 2021 року також подавалася Богородська єпархія (центр — місто Ногінськ, Росія; правлячий архієрей — митрополит Богородський Адріан (Старина)), проте згодом єпархія не згадувалася.